# Линьли
Линьли́ (кит. упр. 临澧, пиньинь Línlǐ, буквально: «перед рекой Лишуй») — уезд городского округа Чандэ провинции Хунань (КНР).

## История
Во времена империи Цин в 1729 году здесь был создан уезд Аньфу (安福县). После Синьхайской революции во время сверки названий административных единиц страны выяснилось, что в провинции Цзянси имеется уезд с точно таким же названием, и поэтому в 1914 году уезд был переименован в Линьли.
После образования КНР в 1949 году был создан Специальный район Чанфэн (常沣专区), и уезд вошёл в его состав. 29 августа 1950 года Специальный район Чанфэн был переименован в Специальный район Чандэ (常德专区). В 1970 году Специальный район Чандэ был переименован в Округ Чандэ (常德地区).
Постановлением Госсовета КНР от 23 января 1988 года округ Чандэ был преобразован в городской округ.

## Административное деление
Уезд делится на 8 посёлков и 2 волости.